# AOKP
AOKP, viết tắt của Android Open Kang Project, là một bản phân phối thay thế mã nguồn mở cho các điện thoại thông minh và máy tính bảng chạy hệ điều hành di động Android. Tên gọi này là cách chơi chữ của từ kang (tiếng lóng chỉ đoạn mã bị đánh cắp) và AOSP (Android Open Source Project). Ban đầu tên gọi này là một trò đùa, nhưng nó đã gắn với dự án này cho tới nay. Dự án được bắt đầu là một phần mềm tự do nguồn mở bởi Roman Birg dựa trên các bản phát hành chính thức của Android Open Source Project bởi Google, được bổ sung thêm các đoạn mã, tính năng và phần điều khiển gốc và của bên thứ ba.
Mặc dù chỉ một phần trong tổng số người dùng AOKP chọn báo cáo việc họ sử dụng firmware này, tính tới tháng 9 năm 2013, nó đã được sử dụng trên hơn 3,5 triệu thiết bị toàn cầu.

## Tính năng
AOKP cho phép người dùng thay đổi nhiều thứ trên hệ điều hành bao gồm giao diện và các chức năng. Nó cho phép thực hiện các tùy chỉnh mà thường không được phép trên các firmware mặc định của nhà sản xuất.
- Kiểm soát đèn LED: Màu và tốc độ nhấp nháy của đèn LED thông báo có thể được tùy chỉnh cho từng ứng dụng.
- Vòng điều hướng: Các hành đồng có thể được đưa vào vòng điều hướng, cho phép truy cập ứng dụng nhanh hơn.
- Ribbon: Cho phép người dùng sử dụng cử chỉ trượt ở bất cứ đâu và kích hoạt các lối tắt và hành động tùy chỉnh cho ứng dụng trên khắp hệ thống.
- Kiểu rung: Người dùng có thể tự tạo ra các kiểu rung riêng cho với các thông báo từ một số ứng dụng hoặc cuộc gọi từ một số người nhất định.
- Hỗ trợ chủ đề: Các chủ đề, được tải về từ Google Play Store hoặc các nguồn khác, có thể được áp dụng để điều chỉnh giao diện thiết bị. AOKP nay còn hỗ trợ cho Substratum.
- Tùy biến các nút phần cứng và phần mềm, bao gồm bỏ qua bài hát/bật đèn pin khi màn hình tắt, điều khiển dạng PIE và hệ thống điều hướng Fling đặc biệt của ROM
- Kiểm soát giao diện người dùng
- Tùy biến thanh trạng thái, như kiểu biểu tượng pin và hoạt động mạng
- Tùy biến menu nguồn
- Tùy chỉnh thông báo và phần cài đặt nhanh, như số lượng công tắc hiển thị trên thanh cài đặt nhanh cùng lúc

## Các phiên bản phát hành
Các bản dựng/bản phát hành của AOKP được phát hành theo hai lịch trình:
Milestones: Các bản dựng ổn định nhất thường được phát hành một tháng một lần. Tuy nhiên, các bản dựng milestone đã không được phát hành trong vài năm và nhóm có vẻ đang chỉ phát hành các bản nightlies tính tới phiên bản Nougat.
Nightlies: Các bản dựng tự động mỗi 3 ngày với mã nguồn mới nhất nhưng có thể chứa lỗi
Để nhận thông báo về các bản phát hành mới, người dùng có thể sử dụng ứng dụng AOKPush sử dụng dịch vụ Google Cloud Messaging (GCM) được cung cấp bởi Google để nhận các thông báo đẩy ngay lập tức khi một bản dựng được hoàn thành và sẵn sàng cho tải về. Với AOKPush, người dùng cũng có thể nhận các bản dựng thử nghiệm và các thông điệp từ nhóm phát triển. GCM được tích hợp vào khung làm việc của Android nên ứng dụng sẽ không đánh thức thiết bị theo định kỳ để lấy dữ liệu hay làm tốn pin. Có một số thiết bị phải dựa vào AOKP để nhận các bản cập nhật Android mới nhất.

## Lịch sử firmware và phát triển
Không lâu sau khi chiếc điện thoại di động HTC Dream (có tên là "T-Mobile G1" ở Hoa Kỳ) được ra mắt tháng 9 năm 2008, người ta đã phát hiện ra một phương pháp giành được quyền truy cập cao cấp (được gọi là "quyền truy cập root") trong hệ thống phụ dựa trên Linux của Android. Sau khi đã có được quyền root, cộng với bản chất mã nguồn mở của hệ điều hành Android, firmware gốc của chiếc điện thoại có thể được chỉnh sửa và cài đặt lại.
Trong những năm tiếp theo, một vài bản phát hành firmware tùy chỉnh cho các thiết bị di động được phát triển và phân phối bởi những người yêu thích Android. Một bản phát hành trong số đó, được duy trì bởi một nhà phát triển tên là Roman Birg của AOKP, nhanh chóng trở nên phổ biến với một số người sở hữu thiết bị Android cao cấp. AOKP được bắt đầu vào tháng 11 năm 2011 và nhanh chóng mở rộng, tạo thành một cộng đồng nhỏ các nhà phát triển gọi là AOKP Team (cũng có tên là "Team Kang"). Trong vòng vài tháng, số lượng thiết bị và tính năng được AOKP hỗ trợ tăng lên nhanh chóng, và AOKP nhanh chóng trở thành bản phân phối firmware Android phổ biến thứ hai, đứng sau CyanogenMod.
AOKP được phát triển sử dụng một hệ thống kiểm soát phiên bản phân phối với bộ mã nguồn chính thức được lưu trữ trên GitHub giống như các dự án nguồn mở khác. Các tính năng mới hoặc sửa lỗi được tạo ra bởi những người đóng góp được gửi bằng hệ thống duyệt mã nguồn của Google, Gerrit. Các đóng góp có thể được thử bởi bất cứ ai, được bầu chọn lên hoặc xuống bởi các thành viên đã đăng ký, và sau cùng được chấp nhận đưa vào mã nguồn bởi các nhà phát triển AOKP.
2011
- AOKP Ice Cream Sandwich (ICS) Android 4.0.X

2012
- AOKP Jelly Bean (JB) Android 4.1.X

2013
- AOKP Jelly Bean (JB-MR1) Android 4.2.X
- AOKP Jelly Bean (JB) Android 4.3.X

2014
- AOKP KitKat Android 4.4.X

2014
- AOKP Lollipop Android 5.0.x

2015
- AOKP Marshmellow Android 6.0.1

2016
- AOKP Nougat Android 7.0
- AOKP Nougat Android 7.1.x

## Các thiết bị hỗ trợ
ASUS
- Nexus 7 (2013) WiFi
- Nexus 7 (GSM)
- Nexus 7 (WiFi)
- Asus ZenFone 2(ZE551ML)

Elephone
- P9000

HTC
- One (Intl. / AT&T / T-Mobile) – Các bản dựng cũ
- One (Generic GSM / Sprint / Verizon)
- One XL (AT&T)

Lenovo
- Vibe K5 (A6020)

LG
- G PAD 8.3
- G2 (GSM – LTE / AT&T / Sprint / T-Mobile / Verizon)
- Nexus 4
- Nexus 5
- Nitro HD (AT&T)
- Optimus (LTE)
- Spectrum (LTE)

Motorola
- Droid 3 (XT862)
- Droid 4 (XT894)
- Droid Bionic (XT875)
- Droid Razr (GSM / XT910 • VZW / XT912)
- Moto X(T-Mobile / Verizon Dev Version)
- Moto G4 Plus

Oppo
- Find 5
- N1

Samsung
- Galaxy Nexus (GSM / Sprint / Verizon)
- Galaxy Note 2 (GSM – LTE / AT&T / Sprint / T-Mobile / Verizon)
- Galaxy Note 3 LTE (Tất cả các phiên bản)
- Galaxy S2 (Intl. Exynos, Intl. Omap / T-Mobile)
- Galaxy S3 (Intl. / AT&T / T-Mobile / US Cellular / Verizon)
- Galaxy S3 LTE (Tất cả các phiên bản)
- Galaxy S4 (C Spire / Cricket / C Spint / T-Mobile / US Cell / Verizon)
- Galaxy S4 LTE (Tất cả các phiên bản)
- Galaxy S4 Mini (GT-I9190 (3G) / GT-I9192 (DS) / GT-I9195 (LTE))
- Galaxy S5 (GSM / Sprint / US Cell / Vodafone)[17]
- Nexus 10
- Vibrant (T-Mobile)

Sony
- Xperia SP
- Xperia T
- Xperia Tablet Z (LTE / WiFi)
- Xperia V
- Xperia Z
- Xperia Z Ultra
- Xperia Z1
- Xperia Z1 Compact
- Xperia Z2
- Xperia ZL
- Xperia ZR

OnePlus
- One
- OnePlus 2
- OnePlus 3
- OnePlus X

YU
- Yuphoria
- Yureka / Yureka Plus